# Stella Knekna
Stella Knekna (griechisch Στέλλα Κνέκνα; * 20. Februar 1993) ist eine zypriotische Badmintonspielerin.

## Karriere
Stella Knekna siegte 2009 erstmals bei den nationalen Titelkämpfen in Zypern, wobei sie im Damendoppel mit Maria Ioannou erfolgreich war. 2010 siegte sie erneut im Damendoppel sowie auch erstmals im Mixed.

## Sportliche Erfolge
| Saison | Veranstaltung                   | Disziplin   | Platz | Name                                |
| ------ | ------------------------------- | ----------- | ----- | ----------------------------------- |
| 2007   | Zypern: Juniorenmeisterschaften | Dameneinzel | 1     | Stella Knekna                       |
| 2008   | Zypern: Juniorenmeisterschaften | Dameneinzel | 1     | Stella Knekna                       |
| 2009   | Zypern: Juniorenmeisterschaften | Dameneinzel | 1     | Stella Knekna                       |
| 2009   | Zypern: Einzelmeisterschaften   | Damendoppel | 1     | Maria Ioannou / Stella Knekna       |
| 2010   | Zypern: Juniorenmeisterschaften | Dameneinzel | 1     | Stella Knekna                       |
| 2010   | Zypern: Einzelmeisterschaften   | Mixed       | 1     | Charis Charalambous / Maria Ioannou |
| 2010   | Zypern: Einzelmeisterschaften   | Damendoppel | 1     | Dometia Ioannou / Stella Knekna     |
| 2011   | Zypern: Einzelmeisterschaften   | Damendoppel | 1     | Maria Avraamidou / Stella Knekna    |
| 2013   | Zypern: Einzelmeisterschaften   | Damendoppel | 1     | Stephanie Pinhary / Stella Knekna   |